# Disecdisi
La disecdisi (dal greco disecdysis) è un'alterazione patologica della muta dei rettili, che risulta incompleta.
Negli esemplari colpiti, brandelli di pelle rimangono attaccati agli arti, alla coda o sulla superficie degli occhi.
Oltre al rischio di infezioni che si possono sviluppare al di sotto della pelle morta, anelli di pelle possono agire come un laccio emostatico, causando la morte dei tessuti a valle dell'occlusione.
La malattia colpisce sauri, ofidi e cheloni ed è frequente nei rettili in cattività, dove solitamente è causata da un errato mantenimento – temperatura, umidità e alimentazione non consone, parassiti – ma anche dalla mancanza di superfici ruvide che consentono all'animale di togliere i residui di pelle strofinandocisi contro.
Il termine è stato coniato da Frederick Frye, medico veterinario statunitense considerato il padre della medicina dei rettili.